# Erysimum candicum
Erysimum candicum är en korsblommig växtart som beskrevs av Sven E. Snogerup. Erysimum candicum ingår i släktet kårlar, och familjen korsblommiga växter.

## Underarter
Arten delas in i följande underarter:
- E. c. candicum
- E. c. carpathum